# 영국 특수부대
영국 특수부대(United Kingdom Special Forces (UKSF))는 영국 국방부의 특수부대들을 통합하여 지휘하기 위한 특수전 사령부이다.
UKSF는 "특수부대 국장"(Director Special Forces; DSF)인 소장이 지휘하고, 이 특수부대 국장은 육군 SAS 연대장 출신들 중에 나중에 소장으로 진급한 자가 맡게 된다.

## 역사
UKSF는 1987년 육군의 SAS와 해군의 SBS를 묶어서 설립한 통합 특수 작전 사령부로, 설립 후 특수부대 국장 타이틀을 추가로 거머쥐게 된 전 SAS 국장에 의해 설립되었다. 이후 합동특수부대항공단, 특별정찰연대과 특전지원단을 창설하여 사령부에 포함시킴으로써 더욱 확장되었다.

## 소속 부대

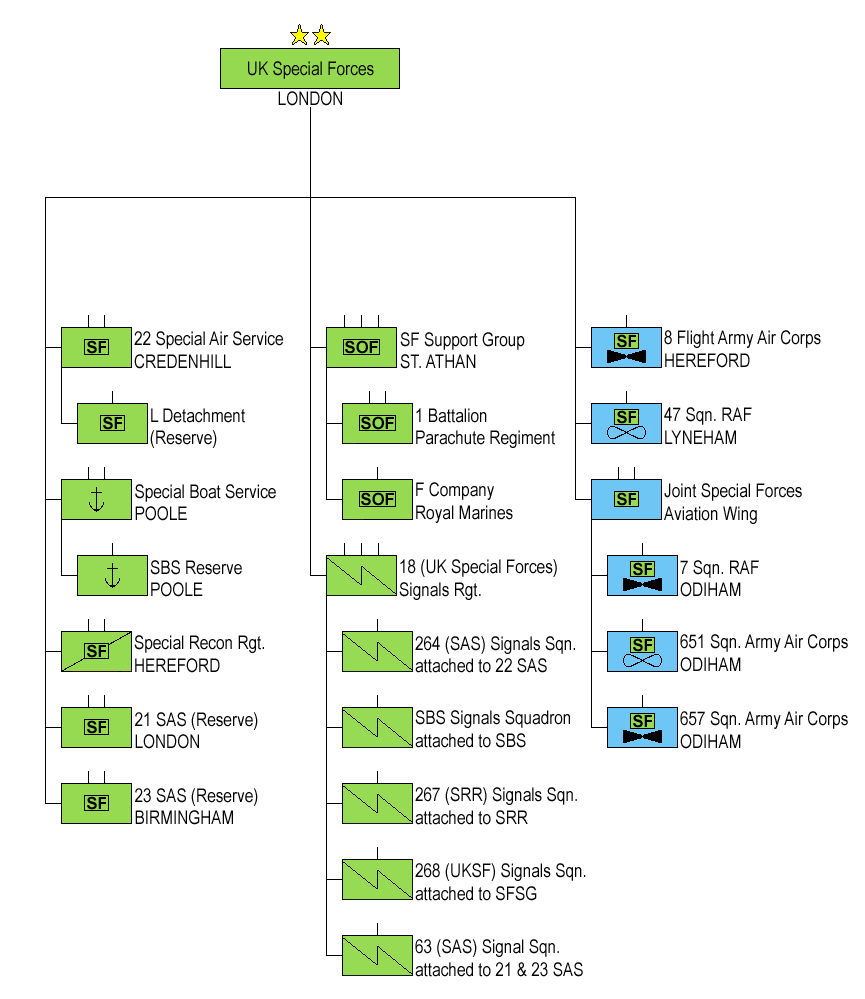
UKSF

- 육군 공수특전단 (22nd SAS Regiment)
- SBS
- 특수정찰연대
- 특전지원단
- 제18통신연대
  - 제264(SAS)통신대대 - 제22SAS에 배속
  - 제267(SRR)통신대대 - 특별정찰연대에 배속
  - 제268(UKSF)통신대대 - UKSF에 배속.
  - SBS통신대대 - SBS에 배속
  - 제63(SAS)통신대대 - 예비부대로 제21, 23SAS에 배속
- 제8비행육군항공대, AS365N 도팽 경량형 다용도 헬리콥터 4대[1]와 에어로스페이스 가젤 헬리콥터 2대. 항공기는 민간색상으로 칠해져 있으며 (정기적으로 바뀐다) 대테러 임무에 쓰인다고 전해지기도 했었다.
- 제47비행대대 (RAF), C-130 허큘리스 특수 작전 버전을 운영하고 있다. 포클랜드 전쟁이후 개량된 허큘리스 C.1 (C-130K) 6대(RWR와 AN/ALQ-157 적외선 대응 장비가 추가되었다); 3대를 잃었다.
- 합동특전항공단 (JSFAW)
  - 제7비행대대 (RAF), 치누크 HC.2 중형 수송 헬리콥터를 쓴다. 이 대대는 2000년에 있었던 바라스 작전에서 한몫 맡았었다.
  - 제651비행대대 (AAC), 디펜서 AL.1 고정익 항공기를 쓴다.
  - 제657비행대대 (AAC), 링크스 AH.7 헬리콥터를 쓴다.

육군 항공대(AAC)의 4개 부대와 왕립 공군(RAF)은 합동 특수부대 항공단을 구성하여, UKSF에 고정익과 회전익으로 영국 특수전 임무를 지원한다
허큘레스 C.3 (C-130K-30) 6기, 업그레이드된 C.3A 스텐다드 (와 더 많은 대안과 항법 장비)가 "SF Flight"에 추가되었는데 9.11 테러 이후 필요하게 되었다.
육군 2020년 개편에 따라 2014년 9월 1일에 제21, 23SAS연대는 제1첩보, 감시 및 정찰여단에 편입되었다.

## 역할과 임무
UKSF 자산은 상호이용과 상호작용에 범위로서 몇가지 역할을 맡는다:
- 대테러리즘
- 정찰
  - 특수정찰
  - 장거리수색순찰 (L.R.R.P.)
- 직접 행동
- 경호
- 내란전
- 깊은 전장에서의 공격 작전
- 전쟁으로 번지기 전에 전장 대비
- 기반 분열
- 특정 목표의 노획
- 인간정보 (HUMINT) 수집
- 국방 외교
- 타국군 훈련

## 인식표
각 UKSF 부대의 휘장은 공통적으로 다모클레스의 칼 또는 엑스칼리버를 나타내고 있다.

## 역대 국장
영국 특수부대의 수장인 특수부대 국장(Director)은 여단장에서 2008년 부로 소장으로 계급이 고정되었다. 1964년 SAS 연대장, 1969년 SAS 국장, 1988년 특수부대 국장 순서로 직위가 올라갔다.
역대 국장들은 다음과 같다:
SAS 연대장(Colonel SAS)
- 1964-1967, 대령 존 웨디(John Waddy)[6]
- 1967-1969, 대령 마이크 윈게이드 그레이(Mike Wingate Grey)

SAS 국장(Director SAS)
- 1969-1972, 여단장 페르기 셈플(Fergie Semple)
- 1972-1975, 여단장 존 심프슨(John Simpson)
- 1975-1979, 여단장 존 왓츠(John Watts)
- 1979-1983, 여단장 페테 드 라 블리에레(Peter de la Billière)
- 1983-1985, 여단장 존 폴 폴리(John Paul Foley)
- 1986-1988, 여단장 마이클 웰케스(Michael Wilkes)[7]

특수부대 국장(Director Special Forces)
- 1988-1989, 여단장 마이클 로즈(Michael Rose)[8]
- 1989-1993, 여단장 제레미 필립스(Jeremy Phipps)
- 1993-1996, 여단장 세드릭 델브스(Cedric Delves)[9]
- 1996-1999, 여단장 존 스터렐(John Sutherell)
- 1999-2001, 여단장 존 홀레스(John Holmes)
- 2001-2003, 여단장 그레임 렘브(Graeme Lamb)[10]
- 2003-2006, 여단장 조나단 쇼(Jonathan Shaw)
- 2006-2009, 여단장 아드리안 브래드쇼(Adrian Bradshaw)
- 2009-2012, 소장 자코 페이지(Jacko Page)[11]
- 2012-2015, 소장 마크 칼레턴-스미스(Mark Carleton-Smith)
- 2015-현재, 소장 제임스 치스웰(James Chiswell)

## 같이 보기
- 특수부대 목록

## 참고

### 인용
1. ↑  Ripley 2008, 10쪽
2. ↑  “UKSF Aviation”. 《eliteukforces.info》 (영어). 2015년 1월 13일에 확인함.
3. ↑  Lake, Jon (2006년 9월). “Herculean service”. 《Air Forces Monthly》 (영어).
4. ↑  Ripley, Tim (2006년 3월). “The doomed Hercules”. 《Air Forces Monthly》 (영어).
5. ↑  Army Commands 2015, 57쪽.
6. ↑  Kemp 1994, 112쪽.
7. ↑  “General Sir Michael Wilkes KCB CBE”. 《Pegassus Bridge Fund》 (영어). 2008년 6월 11일에 원본 문서에서 보존된 문서. 2008년 9월 29일에 확인함.
8. ↑  Evans, Michael (2007년 6월 17일). “SAS chief criticised for joining action quits” (영어). The Times. 2023년 6월 14일에 확인함. (구독 필요).
9. ↑  “Special Forces Roll of Honour” (영어). 2012년 4월 7일에 원본 문서에서 보존된 문서. 2012년 6월 2일에 확인함.
10. ↑  Harding, Thomas (2010년 3월 4일). “Army denied vital equipment in Iraq and Afghanistan, claims former SAS head” (영어). The Telegraph. 2023년 6월 12일에 확인함.
11. ↑  Fox, Robert (2009년 9월 10일). “Did Brown go too far with Afghan raid?” (영어). The Guardian. 2023년 6월 14일에 확인함.

### 자료
- Ripley, Tim (2008년 12월 10일). “UK Army Air Corps received Dauphins”. 《Janes Defence Weekly》 (영어) (Jane's Publishing Company) 45 (50).
- “Army commands” (PDF) (영어). 2015년 6월. 2015년 7월 5일에 원본 문서 (PDF)에서 보존된 문서. 2015년 6월 28일에 확인함.
- Kemp, Anthony (1994). 《The SAS: Savage Wars of Peace – 1947 to the Present》 (영어). Penguin. ISBN 0-14-139081-6.